# Serra dos Açores
A Serra dos Açores era, em 1747, uma serra pequena no limite Santa Maria das Medas, Bispado e termo da cidade do Porto, Província de Entre Douro e Minho. Teria um quarto de légua de comprido, e meio quarto de largura, partindo do nascente com a freguesia de Santa Maria de Melres, e do Norte e Poente com as freguesias de Aguiar de Sousa e Covelo. 
Havia nela doze fojos, ou concavidades profundas, que se dizia por tradição serem dos godos, ou mouros, dos quais se tirava ouro. Nascia aqui um ribeiro chamado de Villa-Cova, que morria no Douro. Pegados a esta serra estavam dois lugares, um chamado de Villa-Cova, outro de Brovalhos. Diziam então que neste sítio houvera uma cidade em tempo dos godos, cujo nome se ignorava.
Era esta serra composta de grandes montes, nos quais produzia mato bravo e rasteiro. Alguns olivais e soutos de castanheiros se achavam pelo pé dela em alguns bocados de terra menos áspera. Dava pastagem aos gados dos moradores vizinhos, e tinha algumas silhas de colmeias. Criava caça miúda de lebres, coelhos e perdizes, e alguns lobos e raposas. 
Havia aqui a Lagoa da Fisga, que teria um quarto de légua de comprido, e quatrocentas braças de largo. Ficava em uma baixa entre montes, e somente de Inverno em parte dela se achava água. De Verão estava seca, e em alguns pedaços se semeava milho grosso.